# Ошкалнс Отомар Петрович
Отомар Александрс Петрович Ошкалнс (Ошкалн) (латис. Otomārs Aleksandrs Oškalns, 12 квітня 1904, маєток Кайвесмуйжа Скуйєнської волості Цесіського повіту Ліфляндської губернії, тепер Аматського краю, Латвія — 1 вересня 1947, місто Рига, тепер Латвія) — радянський діяч, діяч радянського партизанського руху, 1-й секретар Ризького повітового комітету КП(б) Латвії, міністр технічних культур Латвійської РСР. Депутат Верховної ради Латвійської РСР 1—2-го скликань. Депутат Верховної Ради СРСР 2-го скликання. Герой Радянського Союзу (28.06.1945)

## Життєпис
Народився в родині сільськогосподарського робітника. Навчався в сільській школі, наймитував.
Закінчив Цесіське реальне училище, навчався в Берзайнській вчительській семінарії. З 1921 року — член Комуністичного союзу молоді Латвії.
У 1925 році закінчив Ризький учительський інститут.
Після строкової військової служби на флоті працював вчителем Калнціємської школи. У 1934 році заарештований за політичну діяльність і засуджений до ув'язнення в трудовому таборі міста Лієпаї.
Член Комуністичної партії Латвії (ВКП(б)) з 1939 року.
У липні 1940 року обраний депутатом Народного Сейму Латвії.
У 1940—1941 роках — 2-й секретар Єкабпілського повітового комітету КП(б) Латвії. Перебував також на партійній роботі в Даугавпілсі, Ризькому та Абренському повітах.
Під час початкового періоду німецько-радянської війни в 1941 році брав участь в оборонних боях у Прибалтиці, потрапив до оточення і більше місяця виходив до лінії фронту.
У березні 1942 року закінчив короткострокові курси середніх командирів РСЧА на Валдаї. З 30 квітня 1942 року — комісар загону (полку) латвійських радянських партизанів «За Радянську Латвію» (Par Padomju Latviju), що діяв у складі 2-ї Ленінградської партизанської бригади. З жовтня 1943 року керував партизанською діяльністю переважно на території Єкабпільського повіту. З 1944 року — комісар та командир 3-ї Латвійської партизанської бригади (діяв у Єкабпілському та Бауському повітах), член Оперативної групи ЦК КП(б) Латвії з організації партизанського руху.
З 1944 року — 1-й секретар Ризького повітового комітету КП(б) Латвії.
Указом Президії Верховної Ради СРСР від 28 червня 1945 року за вміле керівництво партизанською боротьбою, особисту мужність та відвагу Ошкалнсу Отомару Петровичу надано звання Героя Радянського Союзу з врученням ордена Леніна та медалі «Золота Зірка».
У 1946—1947 роках — народний комісар (з березня 1946 року — міністр) технічних культур Латвійської РСР. Потім працював в апараті ЦК КП(б) Латвії.
Раптово помер 1 вересня 1947 року. Похований в Ризі на цвинтарі Райніса.

## Нагороди
- Герой Радянського Союзу (28.06.1945)
- орден Леніна (28.06.1945)
- орден Вітчизняної війни ІІ ст. (1.02.1945)
- медалі